# الجمباز في الألعاب الأولمبية الصيفية 1996 – فردي فني شامل للسيدات
أقيمت منافسات الجمباز الفردي الفني الشامل للسيدات، وهي واحدة من ستة أحداث لمنافسات السيدات في الجمباز الفني في دورة الألعاب الأولمبية الصيفية 1996 في أتلانتا في الولايات المتحدة الأمريكية. أقيمت التصفيات والجولات النهائية في 21 و23 و25 يوليو في ملعب جورجيا دوم. تنافس أربعة وسبعون لاعب جمباز في الجولة الشاملة خلال الجولتين الإجبارية والاختيارية في 21 و23 يوليو. وتقدم ستة وثلاثون لاعب جمباز حصلوا على أعلى الدرجات إلى النهائي في 25 يوليو. واقتصرت كل دولة على ثلاثة متنافسين في النهائي.
توجت اللاعبة الأوكرانية ليليا بودكوبايفا بالميدالية الذهبية، وتعتبر رابع لاعبة جمباز تفوز بلقب فردي شامل في الأولمبياد بصفتها بطلة العالم، وأول لاعبة جمباز تفوز بالبطولة الشاملة دون الفوز بميدالية فريق. كانت أيضًا آخر لاعبة جمباز تفوز بلقب فردي الشامل وميدالية ذهبية في نهائي حدث جمباز آخر حتى فعلتها اللاعبة الأمريكية سيمون بايلز في عام 2016.